# Omophron nitidus
Omophron nitidus är en skalbaggsart som beskrevs av Leconte 1852. Omophron nitidus ingår i släktet Omophron och familjen jordlöpare. Inga underarter finns listade i Catalogue of Life.